# Digi Sport (România)
DIGI Sport 1/2/3/4 sunt televiziuni ale consorțiului RCS & RDS. Emisia televiziunii a început pe data de 23 iulie 2009, odată cu transmisiunea partidei de fotbal Újpest FC - Steaua București, de la ora 20:45. În aceeași dată s-a lansat și a doua versiune a canalului, DIGI Sport Plus.
Din 1 iunie 2010, s-a lansat versiunea în format HD, denumită DIGI Sport HD. În iunie 2011, televiziunile de sport ale  DIGI România au primit denumirile DIGI Sport 1 și DIGI Sport 2 urmând ca pe 27 august 2011 să se lanseze canalul DIGI Sport 3. În anul 2012, portofoliul firmei patronate de Zoltan Teszari s-a mărit cu încă un canal HD - DIGI Sport 2 HD. Începând cu 12 mai 2015, a fost lansat cel de-al treilea canal în format HD - DIGI Sport 3 HD. Pe 1 octombrie 2015, a fost lansat cel de-al patrulea canal - DIGI Sport 4, post care a primit o versiune HD în data de 14 octombrie 2017.
Canalele sunt disponibile numai în grilele de cablu și de satelit ale  DIGI România și AKTA (între timp integrat în compania DIGI).
Din 5 august 2022, canalele Digi Sport (Ungaria) au fost închise în Ungaria.

## Sporturi difuzate
Pe DIGI Sport se găsesc o varietate de competiții sportive, precum fotbal, tenis, handbal, baschet, volei sau kickboxing.

### Fotbal
- Europa - UEFA Nations League (2021-2025)
- Europa - Liga Campionilor (2018-2027)[9]
- Europa Europa League (2024-2027)
- Europa Conference League (2024-2027)
- Europa - Supercupa Europei (2019-2026)
- Anglia - Premier League (2022-2025)
- Anglia - EFL Cup (2019-2027)
- Spania - La Liga (2009-2027)[10]
- Spania - Supercopa de España
- Italia - Serie A (2009-2027)[11]
- Germania - Bundesliga (2018-2025)
- Germania - 2. Bundesliga (2018-2025)[12]
- Germania - DFL-Supercup (2018-2024)
- România - SuperLiga României (2009-2027)[13]
- România - Liga a II-a (2011-2027)[14]
- România - Cupa României (2012-2027)
- România - Supercupa României (2016-2026)
- Scoția - Scottish Premiership (2022-2024)
- Scoția - Scottish League Cup (2022-2024)
- Scoția - Scottish Challenge Cup (2022-2024)

### Sporturi cu motor
- MotoGP (2020-2026)

### Handbal
- Europa - Liga Campionilor EHF Masculin
- Europa - Liga Campionilor EHF Feminin

### Tenis
- Turneul Campioanelor la tenis (2017-2026)[15]
- ATP Tour (2024-2026)
- WTA Tour (2017-2026)
- Cupa Davis
- Billie Jean King Cup

### Kickboxing
- Glory
- Colloseum Tournament

### Baschet
- Romania - Liga Națională de Baschet Masculin
- Europa - Euroliga[16]

### Rugby
- Europa - Cupa Campionilor Europeni la Rugby

Turneul celor 6 Natiuni 2025
Cupa Mondiala 2011, 2015, 2023

## Emisiuni DIGI Sport
- Așii Tenisului
- DIGI Sport Matinal
- DIGI Sport Special
- Fotbal Club
- Fotbal European
- SuperAvancronica
- Săptămâna de Handbal
- Grila de Start
- Liga DIGI Sport
- Știrile DIGI Sport
- DIGI Gol
- DIGI Sport Show

## Conținut sportiv în 4K
Competițiile sportive UEFA Champions League, UEFA Europa League, UEFA Conference League, Premier League, La Liga si Bundesliga sunt vizionate și în format 4K pe canalul DIGI 4K.
Primul eveniment sportiv transmis de DIGI 4K a fost Grand Prix-ul de Formula 1 de la Abu Dhabi, pe data de 25 noiembrie 2018.

## Comentatori
Principalii comentatori pentru fotbal al postului sunt: George Dobre, Andrei Niculescu, Ionuț Angheluță, Dan Ștefănescu, Adrian Soare, Andrei Tivilichi, Adrian Dobre, Emil Hossu Longin.
Meciurile de tenis la Digi Sport sunt comentate de Gabriel Morariu, Silviu Zancu, Dragoș Suciu, Radu Constantin, Raluca Olaru, Alexandra Dulgheru, Radu Antofi, Valentin Protopopescu.
MotoGP este comentat de Florin Ion și Vlad Haralambie.
Meciurile de rugby sunt comentate de Radu Constantin.
Principalul comentator de handbal al postului este Costi Prună.